# Lucas Dolega
Lucas Dolega (19. srpna 1978 – 17. ledna 2011), rozený Loucas von Zabiensky-Mebrouk a také přezdívaný Lucas Mebrouk Dolega, byl francouzsko – německý fotoreportér. Údajně byl zabit tuniskou policií, když fotografoval protesty v Tunisu. Jak uvádí The Guardian (Velká Británie), podle Reportérů bez hranic byla Dolega prvním novinářem zabitým během tuniských protestů v letech 2010–2011. Byl také prvním novinářem, který zemřel během nepokojů Arabského jara.
Byl smrtelně zraněn ve stejný den, kdy Zine El Abidine Ben Ali uprchl z Tuniska do exilu.

## Osobní informace
Dolega se narodil v Paříži 19. srpna 1978 německé matce a francouzskému otci, novináři a lékaři. Vyrůstal v Paříži a poté se přestěhoval do marockého Tangeru. Měl francouzské a německé občanství a v dubnu 2006 začal pracovat jako fotograf pro agenturu European Pressphoto Agency. Sídlil v Paříži, vyprávěl různé příběhy v Evropě a v roce 2008 fotografoval Kongo.
Když Dolega zemřel, bylo mu 32 let.

## Smrt
Dne 14. ledna 2011, den poté, co Dolega přijel do Tunisu, a na konci demonstrace na Avenue Bourguiba, byl ve skupině novinářů na rohu ulic rue Gandhi a rue de Marseille. Zasáhl ho zásobník slzného plynu, asi 20 cm dlouhý a 5 cm v průměru, údajně vystřelený policií na krátkou vzdálenost a vodorovně směrem ke skupině fotografů. Byl převezen nejprve na kliniku a poté do neurologické nemocnice Tunis Rabta, kde byl operován, ale 17. ledna zemřel. Fotograf a přítel Olivier Laban-Mattei přivezl Dolegovo mrtvé tělo zpět do Francie.

## Dopad
Dolega byl prvním z řady novinářů, kteří byli zabiti v průběhu povstání Arabského jara v roce 2011. Byl zabit při výkonu své práce. Patří do skupiny fotožurnalistů, kteří byli zabiti při protestech, jako je například Hiro Muramoto, kameraman a novinář zastřelený vojákem v Bangkoku 2010; nebo Kenji Nagai, fotoreportér, kterého zastřelil voják v Rangúnu v roce 2007.

## Dědictví
Cena Lucase Dolegy (Prix Lucas Dolega) byla založena v roce 2011 na počest fotožurnalistů, kteří pořizovali fotografie nebo reportážní zprávy za obtížných okolností.

## V populární kultuře
Lucas Dolega je zmíněn v básni „Milostný dopis od Emilie Blachère Rémi Ochlik“, kterou napsala novinářka Paris Match Emilie Blachère u příležitosti prvního výročí úmrtí Rémi Ochlika. Napsala: „Můj anděli, dej za mne Lucasovi polibek. Opatruj se. Postarej se o nás.“ Poté, co přečetla báseň ve zpravodajském pořadu BBC Radio 4 Broadcasting House, se rozhlasový moderátor Paddy O'Connell emocionálně zhroutil a nedokázal pokračovat ve zpravodajství po dobu asi 12 sekund. Rémi Ochlik byl přítel a kolega Lucase Dolegy, byl s Dolegou, když Dolega zemřel, a podílel se na založení ceny na Dolegovu počest.